# Netelia elevator
Netelia elevator är en stekelart som beskrevs av Aubert 1971. Netelia elevator ingår i släktet Netelia och familjen brokparasitsteklar. Inga underarter finns listade i Catalogue of Life.